# Tamara
Tamara  è un nome proprio di persona italiano femminile.

## Varianti
- Femminili: Tamar[1][4]
- Maschili: Tamaro[1]

### Varianti in altre lingue
- Catalano: Tamra
- Ceco: Tamara[2]
- Croato: Tamara[2]
- Ebraico: תָּמָר (Tamar)[2]
- Francese: Tamar
- Georgiano: თამარ (Tamar)[2], თამარი (Tamari)[2]
- Greco biblico: Θαμαρ (Thamar)[2]
- Inglese: Tamara[2], Tammara[2], Tamra[2], Tamera[2]
  - Ipocoristici: Tami[2], Tamia[2], Tammi[2], Tammie[2], Tammy[2]
- Latino: Thamar[2][4]
- Macedone: Тамара (Tamara)[2]
- Olandese: Tamara[2], Tamar
- Polacco: Tamara[2]
- Portoghese: Tamara
- Russo: Тамара (Tamara)[2]
  - Ipocoristici: Тома (Toma)[2]
- Serbo: Тамара (Tamara)[2]
- Slovacco: Tamara[2]
- Sloveno: Tamara[2]
- Spagnolo: Tamara[2]
- Ucraino: Тамара (Tamara)[2]

## Origine e diffusione

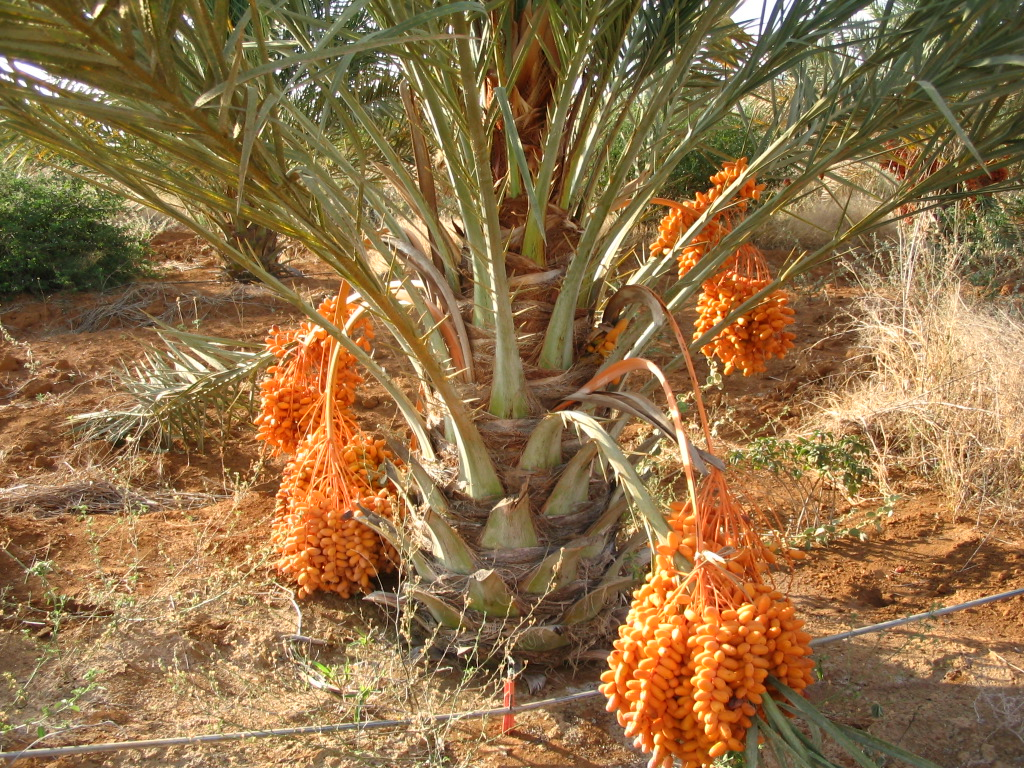
Una palma da datteri nello stato del Bahia (Brasile)

Deriva dall'ebraico תָּמָר (Tamar), che vuol dire letteralmente "palma da datteri". Nome di tradizione biblica, è portato da svariate figure nell'Antico Testamento: Tamar, moglie di Er, figlio di Giuda (Gn38,6); Tamar, figlia di Re Davide e sorella di Assalonne (2Sa13); e Tamara, figlia dello stesso Assalonne (2Sa27). Venne successivamente portato da Tamara, la regina che governò la Georgia nel periodo del suo massimo splendore.
Più che alle figure bibliche, tuttavia, il nome deve la sua diffusione in varie lingue, incluse l'italiano e l'inglese, alla fama di varie personalità di origine russa, come Tamara Drasin, Tamara Geva, Tamara Tumanova e soprattutto Tamara Karsavina - il nome era già infatti popolare nei paesi dell'ex Unione Sovietica. La sua attuale diffusione in Italia è soprattutto nel Centro e nel Settentrione, specie in Toscana dove si riscontra più di metà delle persone così chiamate.
Non va confuso con il nome Tammaro, che ha un'altra origine. È invece etimologicamente correlato al nome biblico Itamar, contenente anch'esso la stessa radice.

## Onomastico
Per le Chiese orientali, l'onomastico si può festeggiare il 1º maggio, in ricordo di santa Tamara, regina della Georgia; per la Chiesa Cattolica il nome è adespota, ossia privo di santa patrona, e l'onomastico può essere eventualmente festeggiato il 1º novembre, in occasione di Ognissanti.

## Persone
- Tamara, regina di Georgia

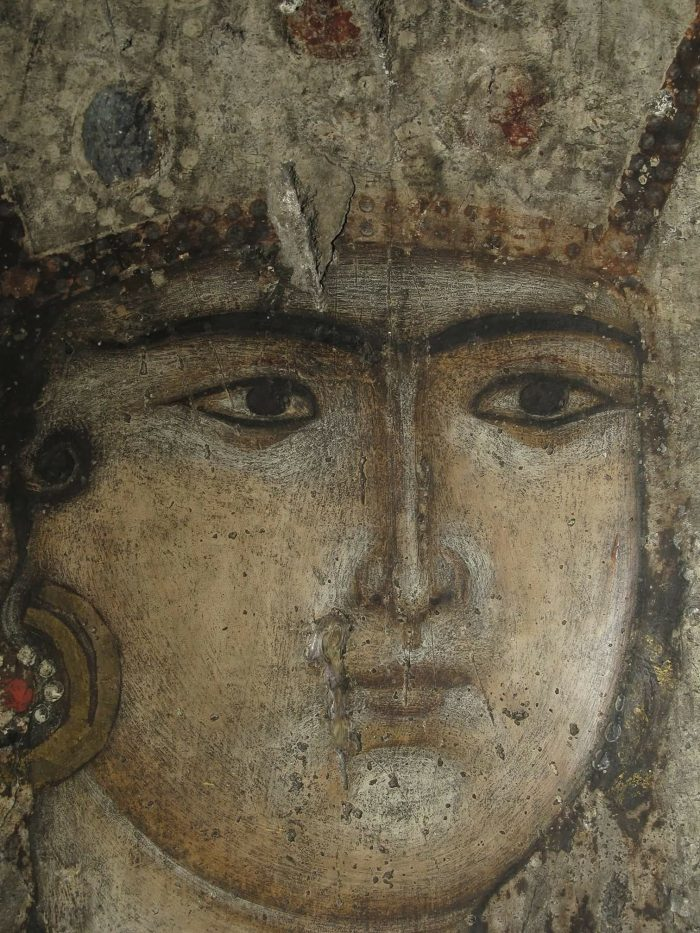
Tamara di Georgia

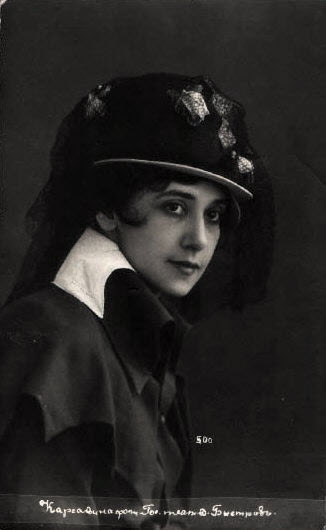
Tamara Platonovna Karsavina

- Tamara de Lempicka, pittrice polacca
- Tamara Donà, attrice, conduttrice televisiva e conduttrice radiofonica italiana
- Tamara Ecclestone, modella e personaggio televisivo inglese
- Tamara Gee, cantautrice statunitense
- Tamara Jernigan, astronauta statunitense
- Tamara Karsavina, ballerina russa
- Tamara Lees, attrice britannica
- Tamara McKinney, sciatrice alpina statunitense
- Tamara Press, atleta sovietica
- Tamara Taylor, attrice canadese
- Tamara Tumanova, ballerina e attrice statunitense

### Variante Tamar
- Tamar Adar, scrittrice israeliana
- Tamar Braxton, cantautrice, attrice, ballerina e personaggio televisivo statunitense
- Tamar Pitch, giurista e docente universitaria italiana

### Variante Tammy

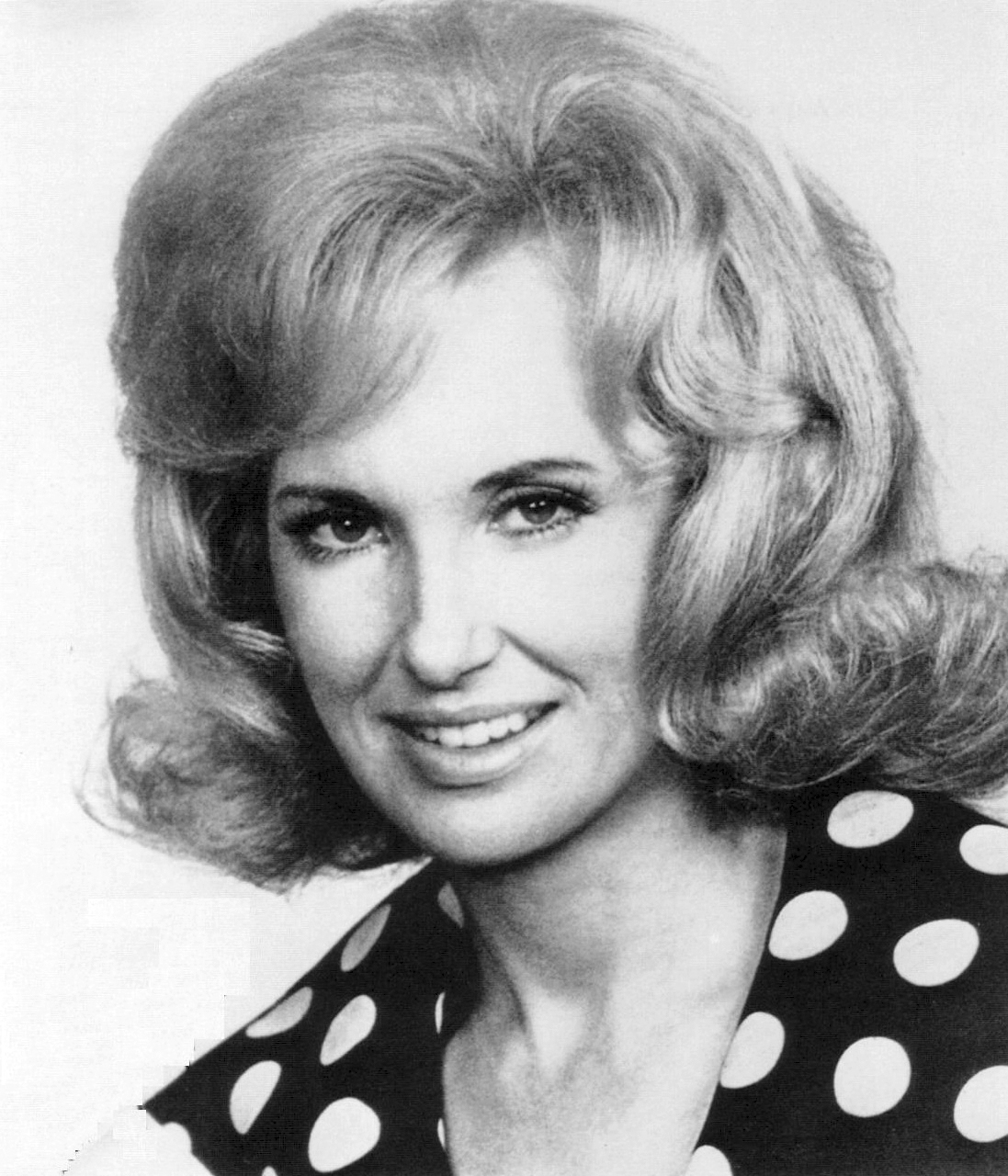
Tammy Wynette

- Tammy Baldwin, politica e avvocato statunitense
- Tammy Blanchard, attrice statunitense
- Tammy Jackson, cestista statunitense
- Tammy Lynn Michaels, attrice statunitense
- Tammy Sutton-Brown, cestista canadese
- Tammy Wynette, cantautrice statunitense

### Altre varianti
- Tamra Davis, regista statunitense
- Tami Erin, attrice e modella statunitense
- Tamera Mowry, attrice statunitense
- Tami Stronach, attrice, ballerina e coreografa iraniana
- Tammi Terrell, cantante statunitense

## Il nome nelle arti
- Tamara è un personaggio dell'opera di Michail Jur'evič Lermontov Il Demone.
- Tamara è il nome de 'le città dei segni 1.' del libro 'Le città invisibili' di Italo Calvino
- Tamara è una divinità dei draghi nell'universo immaginario di Forgotten Realms.
- Tamara è un personaggio del fumetto Rat-Man.
- Tamar è una protagonista del libro Qualcuno con cui correre, di David Grossman.
- Tamara Drewe è un personaggio del film del 2010 Tamara Drewe - Tradimenti all'inglese, diretto da Stephen Frears.
- Tamara Kaplan è uno personaggio della serie televisiva Diario di una nerd superstar.
- Tamara Johansen è un personaggio della serie televisiva Stargate Universe.
- Tamra Ospenya è un personaggio della serie di romanzi La ruota del tempo, scritta da Robert Jordan.
- Tamara Riley è un personaggio del film del 2005 Tamara - Toccata dal fuoco, diretto da Jeremy Haft.
- Tammy Winslow è un personaggio della soap opera Sentieri.
- Tammy è un personaggio di A tutto reality presenta: Missione Cosmo Ridicola.

## Toponimi
- 326 Tamara è un asteroide della fascia principale, che prende il nome da Tamara di Georgia.